# Friedrich-Hermann Praetorius
Friedrich-Hermann Praetorius (Kolberg, 1904. február 28. – Lübeck, 1956. április 16.) német tengeralattjáró-kapitány volt a második világháborúban. Három hajót elsüllyesztett, ezek összesített vízkiszorítása 21 302 brt volt.

## Pályafutása
Friedrich-Hermann Praetorius 1934. április 8-án csatlakozott a német haditengerészethez. 1940 áprilisában helyezték át a tengeralattjáró-flottillához. Az U–98 első tisztje volt 1941 májusáig, amikor kinevezték az U–135 kapitányának. Ezzel négy őrjáratot tett. 1942. január 1-jén nevezték ki sorhajóhadnagynak, novembertől a 27., majd a 25. flottilla kiképzőtisztje lett. A háború után a kereskedelmi flottánál szolgált hajókapitányként.

## Összegzés
| Hajója | Parancsnoki szolgálata               | Őrjáratok száma | Őrjáratok hossza (nap) | Eltalált hajók száma | Eltalált hajók vízkiszorítása (brt) |
| ------ | ------------------------------------ | --------------- | ---------------------- | -------------------- | ----------------------------------- |
| U–135  | 1941. augusztus 16. – 1942. november | 4               | 208                    | 3                    | 21 302                              |

## Elsüllyesztett és megrongált hajók
| Búvárhajó | Nap              | Hajó            | Nemzetisége        | Vízkiszorítása (brt |
| --------- | ---------------- | --------------- | ------------------ | ------------------- |
| U–135     | 1942. január 22. | Gandia          | Belgium            | 9626                |
| U–135     | 1942. május 17.  | Fort Qu´Appelle | Egyesült Királyság | 7127                |
| U–135     | 1942. június 8.  | Pleasantville   | Norvégia           | 4549                |